# Minoxidil
Il minoxidil è un farmaco usato per il trattamento dell'alopecia androgenica. È un vasodilatatore antiipertensivo. Con la finasteride è attualmente l'unico farmaco approvato dalla FDA per la cura dell'alopecia androgenetica. Il suo utilizzo come antipertensivo è stato quasi del tutto abbandonato.

## Storia
Il minoxidil è stato sviluppato alla fine degli anni cinquanta dalla Upjohn Company (in seguito divenne parte della Pfizer) per curare le ulcere. Negli studi con cani, il composto non ha curato le ulcere, ma si è rivelato un potente vasodilatatore. Upjohn sintetizzò oltre 200 variazioni del composto, incluso quello sviluppato nel 1963 e chiamato minoxidil. Questi studi hanno portato alla FDA ad approvare il minoxidil (col nome commerciale "Loniten") sotto forma di compresse orali per trattare la pressione alta nel 1979.
Si osservò un particolare effetto collaterale, caratterizzato da crescita di peli e capelli, l'irsutismo. Venne intrapresa così una sperimentazione col fine di combattere l'alopecia androgenetica.
Il minoxidil è ancora assai diffuso e utilizzato, anche in combinazione con altri prodotti a uso topico e orale, per contrastare l'alopecia androgenetica, specialmente maschile: riduce o arresta la caduta dei capelli favorendo in alcuni casi la ricrescita, almeno temporanea, degli stessi.

## Farmacopea
Il Minoxidil è conosciuto soprattutto coi nomi commerciali di Amexidil, Aloxidil, Minovital, Minoximen, Regaine, Carexidil, Tricoxidil, dov'è presente, in soluzione al 2% o al 5%, insieme con quantità variabili di acqua, alcooli e glicoli. La soluzione al 5% è più efficace rispetto a quella al 2%, che può essere utile solo in caso si voglia rafforzare in genere la massa del capello; viene generalmente riservata ai soli pazienti maschi. Inoltre, presenta maggiore possibilità di indurre un abbassamento della pressione a causa dell'assorbimento sistemico. La posologia prevista per il trattamento topico dell'alopecia androgenetica prevede 2 applicazioni giornaliere distanziate di circa 12 ore per ottenere il massimo risultato terapeutico. Tuttavia, dietro prescrizione medica sono possibili approcci che prevedono un'unica applicazione quotidiana. È spesso possibile prepararlo in farmacia sotto forma di preparato galenico, secondo la monografia della Farmacopea Britannica, con notevole risparmio economico rispetto alla versione industriale.
Nella cura dell'alopecia androgenetica è oggi anche utilizzato in concomitanza con la finasteride, assunta per via orale.

## Avvertenze

### Trattamento sistemico
Tachicardia: a causa dell'effetto ipotensivo del minoxidil, può verificarsi la comparsa di tachicardia riflessa. La sua assunzione in alcuni casi può provocare episodi anginosi in pazienti affetti da sofferenza coronarica non diagnosticata, ipertrofia ventricolare sinistra o ischemia miocardica. Durante la terapia con minoxidil è necessario associare un farmaco che abbia azione inibitoria sul sistema nervoso simpatico (beta bloccanti, alfa-metildopa, clonidina).
Versamento pericardico: la formazione di edemi associati all'assunzione di minoxidil può portare a versamento pericardico, reversibile con la sua sospensione. Controllare, inizialmente ogni 1-3 mesi poi ogni 6-12 mesi, la funzionalità renale, l'ECG e l'ecocardiogramma in caso di pazienti con rischio di versamento pericardico.
Diabete: la terapia antipertensiva in pazienti diabetici comprende l'assunzione di diuretici e beta bloccanti. Può essere associato anche minoxidil, ma si consiglia di prestare particolare cautela prima di somministrare il farmaco.
Pazienti in età pediatrica: minoxidil può essere impiegato nei pazienti in età pediatrica per il trattamento dell'ipertensione refrattaria ad altre terapie, ma è necessario somministrare il farmaco con cautela.

### Trattamento topico
Angiogenesi: l'applicazione topica di minoxidil richiede cautela in caso di pazienti con predisposizione verso la formazione di angiomi e di pazienti HIV positivi.
Alopecia androgenica nella donna: in caso di alopecia androgenica in pazienti di sesso femminile, escludere anormalità endocrine (ovaio policistico, tumori surrenalici) prima di incominciare il trattamento topico con minoxidil. Se la perdita di capelli è associata ad alti livelli di androgeni, è necessaria una adeguata terapia ormonale (contraccettivi orali, antiandrogeni).

## Nella cultura di massa
Nel secondo episodio della seconda stagione della serie animata I Simpson intitolato Simpson e Dalila, il protagonista Homer Simpson utilizza una fantomatica lozione capace di far ricrescere i capelli. Il nome di questa lozione, Dimoxinil è un chiaro riferimento al Minoxidil.